# Cantón Cumandá
Cumandá es un cantón de la provincia de Chimborazo en el Ecuador, se encuentra ubicado al suroeste de la provincia del Chimborazo, a 127 km de Riobamba a través de la Vía Colectora La Unión-T del Triunfo y la Troncal de la Sierra. Fue cantonizado el 28 de enero de 1992. La cabecera cantonal, Cumandá, está situada a orillas del río Chimbo, que la separa del vecino centro poblado de Bucay, perteneciente a la provincia del Guayas. Tiene una extensión de 158,7 km² y alberga a 10 197 habitantes lo que da una densidad poblacional de 60,25 hab/km². 
El cantón se sitúa en una altitud que varía de 300 hasta 1900 m s. n. m. aproximadamente, esta situación permite que sea una de las zonas con mayor biodiversidad de la provincia y del país. Está ubicada en el subtrópico, por lo que su clima tiene una temperatura promedio de 20 °C.
En este cantón existe un diferendo limítrofe con Guayas, por el sector denominado de la Isla, que recibe obras tanto de los Consejos Provinciales del Guayas como de Chimborazo.

## Toponimia
De posible origen guaraní, "kumanda" (frijoles).

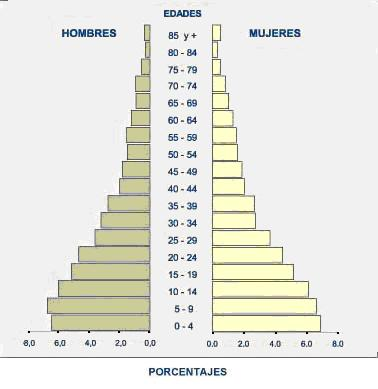
Pirámide de la población del Cantón Cumandá.

## Características demográficas
De acuerdo con el Sistema Integrado de Indicadores Sociales del Ecuador, SIISE, la pobreza por necesidades básicas insatisfechas, alcanza el 68,08 % de la población total del cantón, y la extrema pobreza: 29,76 %.
De acuerdo con los datos presentados por el Instituto Ecuatoriano de Estadísticas y Censos (INEC), del último Censo de Población y Vivienda, realizado en el país (2001), el Cantón Cumandá presenta una base piramidal ancha, a expensas de la población menor de niños porcentaje que se encuentran entre los 0 y 4 años, escolar y adolescente, lo cual se explicaría por la migración existente desde este cantón a diversos lugares de la provincia, el país y otros países. 
La tasa de crecimiento anual de la población para el período 1990-2001, fue de -2,6 %. En el área rural del cantón se encuentra concentrada un 42,40 % de la población de Cumandá. 
La población femenina alcanza el 50,1 %, mientras que la masculina, el 49,9 %. 
El analfabetismo en mujeres alcanza el 14,15 % de esta población, mientras que en varones alcanza el 8,49 %.
| Población - Dinámica demográfica | Habitantes |
| Población (habitantes)           | 9395       |
| Población - hombres              | 4704       |
| Población - mujeres              | 4691       |
| Población - menores a 1 año      | 227        |
| Población - 1 a 9 años           | 2285       |
| Población - 10 a 14 años         | 1141       |
| Población - 15 a 29 años         | 2517       |
| Población - 30 a 49 años         | 1803       |
| Población - 50 a 64 años         | 820        |
| Población - de 65 y más años     | 602        |

## Servicios básicos
Un significativo porcentaje de la población carece de alcantarillado. Apenas lo poseen el 48 % de las viviendas, mientras que el 76,23 % de las viviendas cuentan con algún sistema de eliminación de excretas. Otros indicadores son:
- Agua entubada dentro de la vivienda: 36 %.
- Energía eléctrica 87,66 %.
- Servicio telefónico 21,83 %.

En síntesis, el déficit de servicios residenciales básicos alcanza al 71,53 % de las viviendas

## Atractivos turísticos
- El Bosque Primario de Chilicay, muy propicio al avistamiento de aves. bosque ubicado entre los 900-1200 m s. n. m., con una humedad alta u una temperatura variable entre los 15-29 °C.
- El Bosque protector Santa Rosa ubicado en Suncamal.
- Los ríos Chimbo y Chanchán permiten la realización de deportes acuáticos.
- Varios ejemplos de producción sostenible, con respeto del medio ambiente, entre los que se destaca la hacienda San Ramón.

## Fútbol
River Plate de Riobamba
| Riobamba
| Chimborazo
- Los Ases